# Egera
Egera (dawniej Bitclude) – pierwsza giełda kryptowalut w Polsce, która uzyskała zezwolenie Komisji Nadzoru Finansowego na prowadzenie działalności płatniczej w styczniu 2019. Giełda została wpisana do rejestru Małych Instytucji Płatniczych pod numerem MIP 11/2019. Giełda początkowo pod nazwą BitClude prowadziła działalność operacyjną od 12 lutego 2019. W styczniu 2022 giełda przeszła rebranding zamieniając się tym samym w Egera.

## Historia
Prace nad giełdą rozpoczęto 12 grudnia 2017. Pierwotnie krajem docelowym działalności miała być Wielka Brytania. Z powodu Brexitu oraz związanej z nim niestabilnej sytuacji na linii Unia Europejska – Wielka Brytania, twórcy postanowili przenieść prace nad giełdą do Polski, kraju, z którego pochodzi cały zespół giełdy. Giełda powstawała łącznie 14 miesięcy i dzisiaj jest jedną z najnowocześniejszych i najszybszych giełd kryptowalut w Europie. Giełda wykorzystuje zaawansowane technologie w tym A.I. używaną m.in. do przyśpieszenia i podniesienia bezpieczeństwa procesu weryfikacji tożsamości użytkowników.
Operator giełdy Egera jest pierwszą instytucją związaną z rynkiem kryptowalut, który zgłosił się do Komisji Nadzoru Finansowego w celu uzyskania zgody na prowadzenie działalności. Twórcy zostali zaproszeni do programu Innovation Hub, mającego na celu akcelerację projektów z branży FinTech. Po spełnieniu wszystkich wymogów formalnych, w tym nowych regulacji określonych w dyrektywie unijnej PSD-2, spółka została wpisana do rejestru Małych Instytucji Płatniczych. Od lutego 2019 spółka nieprzerwanie prowadzi giełdę oraz związaną z nią działalność operacyjną, w tym głównie płatniczą jako podmiot regulowany.
W 2021 BitClude rozpoczęło rozwój platformy na rynku europejskim. Usługi są dostępne m.in. dla mieszkańców Francji, Hiszpanii, Niemiec, Czech czy Rumunii. Niedawno pojawiła się również zapowiedź wprowadzenia nowych par tradingowych dla użytkowników. Przesłanką przemawiającą za tym faktem, jest pojawienie się nowych zakładek z nieobecnymi jeszcze kryptowalutami.

## Kryptowaluty dostępne na Egera
- Bitcoin[5],
- Litecoin[6],
- Ethereum[7],